# 小野幹雄
小野 幹雄（おの もとお、1931年3月16日 - ）は、日本の最高裁判所判事。

## 概要
少年時代は父親の任地の樺太に住み、戦後に引き揚げてから家計を助けるなど苦労を重ねた。中央大学在学中に司法試験に合格。司法修習は第7期。1955年4月に裁判官となる。刑事が専門で、裁判現場が長い一方で、最高裁刑事局長、大津地裁所長、司法研修所所長、大阪高裁長官を歴任した。
1992年2月13日に最高裁判所判事に就任。
1995年8月に定年退官。